# Joyce Chopra
Joyce Chopra (* 27. Oktober 1936 in Waltham, Massachusetts) ist eine US-amerikanische Filmregisseurin, Drehbuchautorin, Filmproduzentin und feministische Dokumentarfilmerin.

## Leben
Nach ihrem Abschluss an der Brandeis University studierte Joyce Chopra zwei Jahre lang Schauspiel in New York City und wurde daraufhin Co-Eigenerin des Clubs 47, dem heutigen Club Passim, in Cambridge (Massachusetts). Nachdem sie 1963 bereits mit Happy Mother’s Day eine Dokumentation veröffentlichte, erschienen mit Joyce at 34 und Joyce Chopra 1972 und 1975 zwei weitere Dokumentationen, die ihr eine Reputation als feministische Dokumentarfilmerin einbrachten.
Ab Mitte der 1980er Jahre, nachdem sie ihren späteren Mann Tom Cole kennengelernt hatte, interessierte sie sich für den Spielfilm. Mit der Romanze Bedrohliches Geflüster erschien 1985 ihr erster Film, der auch mit vier Nominierungen bei den Independent Spirit Awards 1986 bedacht wurde. Anschließend drehte sie weitere Fernseh- und Independentfilme, darunter Mord in New Hampshire, Gefangene des Hasses und Surfer Girls.
Joyce Chopra war mit dem Drehbuchautor Tom Cole, der 2009 an Krebs verstarb, verheiratet.

## Filmografie (Auswahl)
- 1963: Happy Mother’s Day
- 1972: Joyce at 34
- 1975: Joyce Chopra
- 1985: Bedrohliches Geflüster (Smooth Talk)
- 1989: Lemon Sisters (The Lemon Sisters)
- 1991: Mord in New Hampshire (Murder in New Hampshire: The Pamela Wojas Smart Story)
- 1992: Biancas Baby (Baby Snatcher)
- 1992: Geisel der Leidenschaft (The Danger of Love: The Carolyn Warmus Story)
- 1993: Bin ich eine Mörderin? (The Disappearance of Nora)
- 1994: Tödliche Recherche (The Corpse Had a Familiar Face)
- 1995: Das tödliche Dreieck (Deadline for Murder: From the Files of Edna Buchanan)
- 1996: Killing Friends – Zerstörerische Freundschaft (My Very Best Friend)
- 1997: Gefangene des Hasses (Convictions)
- 1997: L.A. Johns – Scharfe Kurven, heiße Typen (L.A. Johns)
- 1999: Replacing Dad – Eine Familie ohne Vater (Replacing Dad)
- 2000: Surfer Girls (Rip Girls)
- 2001: Blond (Blonde)
- 2003–2004: Criminal Intent – Verbrechen im Visier (Law & Order: Criminal Intent, Fernsehserie, zwei Folgen)
- 2008: Gramercy Stories

## Auszeichnungen
- 1986: Großer Preis der Jury beim Sundance Film Festival für Bedrohliches Schweigen